# Lasioglossum grossopedalum
Lasioglossum grossopedalum är en biart som först beskrevs av Walker 1986.  Lasioglossum grossopedalum ingår i släktet smalbin, och familjen vägbin. Inga underarter finns listade i Catalogue of Life.